# Metalofita
Metalofitas son un tipo de plantas que sobreviven en suelos contaminados con metales pesados como Plomo, Zinc, Níquel o Cadmio. Estas plantas absorben los metales pesados del suelo y los acumulan en sus tejidos aéreos. No pueden sobrevivir en suelos no metalizados.  La minería genera una gran cantidad de residuos ricos en metales pesados que son depositados en el entorno de la mina. Los metales pesados pueden permanecer mucho tiempo en el suelo sin degradarse, contaminando las aguas subterráneas y amenazando la salud humana ( niños de plomo en Stolberg) y el ecosistema.  Las plantas metalofitas, son un medio natural para la revegetación y descontaminación de estos suelos.
Ejemplos de plantas metalofitas son:  Thlaspi goesingense, Thlaspi caerulescens, Arabidopsis halleri, Silene vulgaris, Rumex acetosa, Jasione montana, Festuca rubra, Agrostis capillaris y Pteridium aquilinum.